# Três Dias de Bruges–De Panne de 2018
A 42.ª edição da clássica de ciclismo Três Dias de Bruges–De Panne (chamada oficialmente: Driedaagse Brugge-De Panne), foi uma corrida na Bélgica que se celebrou a 21 de março de 2018 sobre um percurso de 202,4 quilómetros com início na cidade de Bruges e final no município de De Panne.
A corrida fez parte do UCI Europe Tour de 2018, dentro da categoria 1.hc.
A corrida foi vencida pelo corredor italiano Elia Viviani da equipa Quick-Step Floors, em segundo lugar Pascal Ackermann (Bora-Hansgrohe) e em terceiro lugar Jasper Philipsen (Hagens Berman Axeon).

## Equipas participantes
Tomaram parte na corrida 22 equipas: 5 de categoria UCI WorldTeam; 15 de categoria Profissional Continental; 2 de categoria Continental. Formando assim um pelotão de 147 ciclistas dos que acabaram 132. As equipas participantes foram:
| Equipes WorldTeam (5)- Bora-Hansgrohe - Lotto Soudal - Mitchelton-Scott - Quick-Step Floors - Katusha-Alpecin Equipes profissionais Continentais (15)- Aqua Blue Sport - CCC Sprandi Polkowice - Cofidis, Solutions Crédits - Direct Énergie - Gazprom-RusVelo - Hagens Berman Axeon - Israel Cycling Academy - Nippo-Vini Fantini-Europa Ovini - Roompot-Nederlandse Loterij - Sport Vlaanderen-Baloise - UnitedHealthcare - Vérandas Willems-Crelan - Vital Concept - Wanty-Groupe Gobert - WB-Aqua Protect-Veranclassic Equipes Continentais (2)- Cibel-Cebon - Tarteletto-Isorex |
| |

## Classificação final
- As classificações finalizaram da seguinte forma:[4]

| \| Classificação geral \| Classificação geral \| Classificação geral \| Classificação geral \| Classificação geral \| \| Ciclista \| Ciclista \| Equipe \| Tempo \| \| \| ------------------- \| -------------------- \| ------------------------------- \| ------------------- \| ------------------- \| \| 1. \| Elia Viviani \| Quick-Step Floors \| 4h41m08s \| \| \| 2. \| Pascal Ackermann \| Bora-Hansgrohe \| + 0s \| \| \| 3. \| Jasper Philipsen \| Hagens Berman Axeon \| + 0s \| \| \| 4. \| Baptiste Planckaert \| Katusha-Alpecin \| + 0s \| \| \| 5. \| Jens Debusschere \| Lotto-Soudal \| + 0s \| \| \| 6. \| Amaury Capiot \| Sport Vlaanderen-Baloise \| + 0s \| \| \| 7. \| Roy Jans \| Cibel-Cebon \| + 0s \| \| \| 8. \| Hugo Hofstetter \| Cofidis, Solutions Crédits \| + 0s \| \| \| 9. \| Adam Blythe \| Aqua Blue Sport \| + 0s \| \| \| 10. \| Eduard-Michael Grosu \| Nippo-Vini Fantini-Europa Ovini \| + 0s \| \| |                      |                                 |          |
| |                      |                                 |          |
| Fonte: ProCyclingStats |                      |                                 |          |
| Classificação geral |                      |                                 |          |
| Ciclista | Ciclista             | Equipe                          | Tempo    |
| 1. | Elia Viviani         | Quick-Step Floors               | 4h41m08s |
| 2. | Pascal Ackermann     | Bora-Hansgrohe                  | + 0s     |
| 3. | Jasper Philipsen     | Hagens Berman Axeon             | + 0s     |
| 4. | Baptiste Planckaert  | Katusha-Alpecin                 | + 0s     |
| 5. | Jens Debusschere     | Lotto-Soudal                    | + 0s     |
| 6. | Amaury Capiot        | Sport Vlaanderen-Baloise        | + 0s     |
| 7. | Roy Jans             | Cibel-Cebon                     | + 0s     |
| 8. | Hugo Hofstetter      | Cofidis, Solutions Crédits      | + 0s     |
| 9. | Adam Blythe          | Aqua Blue Sport                 | + 0s     |
| 10. | Eduard-Michael Grosu | Nippo-Vini Fantini-Europa Ovini | + 0s     |

## UCI World Ranking
Os Três Dias de Bruges–De Panne outorga pontos para o UCI Europe Tour de 2018 e o UCI World Ranking, este último para corredores das equipas nas categorias UCI WorldTeam, Profissional Continental e Equipas Continentais. As seguintes tabelas mostram o barómetro de pontuação e os 10 corredores que obtiveram mais pontos:
| Posição             | 1.ª | 2.ª | 3.ª | 4.ª | 5.ª | 6.ª | 7.ª | 8.ª | 9.ª | 10.ª | 11.ª | 12.ª | 13.ª | 14.ª | 15.ª | 16.ª-29.ª | 31.ª-40.ª |
| Classificação geral | 200 | 150 | 125 | 100 | 85  | 70  | 60  | 50  | 40  | 35   | 30   | 25   | 20   | 15   | 10   | 5         | 3         |

| 1.º  | Elia Viviani         | Quick-Step Floors               | 200 |
| 2.º  | Pascal Ackermann     | Bora-Hansgrohe                  | 150 |
| 3.º  | Jasper Philipsen     | Hagens Berman Axeon             | 125 |
| 4.º  | Baptiste Planckaert  | Katusha-Alpecin                 | 100 |
| 5.º  | Jens Debusschere     | Lotto Soudal                    | 85  |
| 6.º  | Amaury Capiot        | Sport Vlaanderen-Baloise        | 70  |
| 7.º  | Roy Jans             | Cibel-Cebon                     | 60  |
| 8.º  | Hugo Hofstetter      | Cofidis, Solutions Crédits      | 50  |
| 9.º  | Adam Blythe          | Aqua Blue Sport                 | 40  |
| 10.º | Eduard-Michael Grosu | Nippo-Vini Fantini-Europa Ovini | 35  |